# Hatikva (Partei)
Hatikva (hebräisch התקווה, deutsch: Die Hoffnung) war eine säkular-rechtsgerichtete Partei in Israel, die von Arieh Eldad angeführt wurde und 2012 in der Otzma LeJisra’el aufging.

## Geschichte
Die Partei wurde offiziell am 9. Dezember 2007 gegründet. Bei der Israelischen Parlamentswahl 2009 gehörte die Partei der Nationalen Union an und gewann mit Eldad den vierten Platz auf der Liste der Nationalen Union. Arieh Eldad war, neben anderen, auch Initiator des Vorstoßes in der Debatte zum Genozid an den Armeniern in der Knesset: „Früher durfte man über diese Frage nicht reden, weil wir so gute Beziehungen mit der Türkei hatten. Jetzt soll man es nicht tun, weil die Beziehungen so schlecht sind. Wann also wird der richtige Moment dafür sein?“ Beobachter deuten diese Debatte als „Provokation im andauernden israelisch-türkischen Streit“, der durch den Ship-to-Gaza-Zwischenfall am 31. Mai 2010 entstanden sei.